# Pellobunus insularis
Pellobunus insularis is een hooiwagen uit de familie Samoidae.